# Кидричево
Кидричево (словен. Kidričevo) је насеље и управно средиште истоимене општине Кидричево, која припада Подравској регији у Републици Словенији.
Град носи име по Борису Кидричу, виском државном и партијском финкционеру НР Словеније и ФНРЈ и народном хероју.
По попису становништва из 2011. године насеље Кидричево имало је 1.253 становника.